# Фантастическая симфония (балет)
«Фантасти́ческая симфо́ния» (фр. Symphonie fantastique) — одноактный балет в пяти частях в постановке Л. Ф. Мясина на музыку  Фантастической симфонии (op. 14; H 48) Г. Берлиоза. Либретто композитора и балетмейстера, сценография К. Берара. Впервые представлен труппой Русский балет Монте-Карло полковника Василия де Базиля 24 июля 1936 года в театре Ковент-Гарден, Лондон.

## История создания
Симфония Берлиоза считается одним из первых программных музыкальных произведений. Композитор дал сочинению полное название «Эпизод из жизни артиста, фантастическая симфония в пяти частях» (фр. Épisode de la vie d’un artiste, symphonie fantastique en cinq parties) и позднее предварил каждую его часть литературным вступлением. Поэтому балетмейстер был вынужден сочинять свой балет в рамках установленной композитором программы, точно ей следовал, выразил идеи Берлиоза средствами хореографии с присущим ему большим воображением.
С 1932 по 1937 год Леонид Мясин был главным балетмейстером труппы Русский балет Монте-Карло. В это период им были созданы три из шести балетов-симфоний: «Предзнаменования», «Хореартиум» (оба в 1933 году) и «Фантастическая симфония». Последняя из этих трёх хореографических симфоний считается шедевром Мясина
. Данные сочинения причисляются в балетоведении к жанру балета-симфонии (также балетной симфонии, симфонического балета, или хореографической симфонии).
О новом, третьем, симфоническом балете Мясин стал задумываться во время работы над «Публичным садом». В этот раз балетмейстер решил отойти от концепции «Хореартиума», в котором царили абстрактность и бессюжетность, и избрать любимую им симфонию Берлиоза, в которой была более определённая тема и ясный сюжет. Мясин увлёкся темой и был пленён историей болезненно-впечатлительного героя. «Когда я стал анализировать эту роль, которую танцевал сам, я понял, что она требует значительного драматического действия. И вновь мой прежний опыт актёра Малого театра оказался бесценным. В процессе создания хореографического рисунка балета я всё больше входил в роль. Думаю, это было естественно, так как, если бы я не мог идентифицировать себя с Молодым музыкантом, мой танец был бы бессмысленным. С помощью танцев, построенных на контрастах, я попытался передать его страхи, наваждения и виде́ния». Далее Мясин в мемуарах писал, что «Фантастическая симфония» «была в некотором отношении моим самым значительным симфоническим балетом. В нём я совместил абстрактные хореографические пассажи с романтическим и мелодраматическим сюжетом, искал средства выражения лиризма и галлюцинаций».
По оценке Леонида Мясина, созданную его хореографией атмосферу «во многом усилили вдохновенные декорации Кристиана Берара. Его то яркие, то приглушенные краски, его романтические костюмы в стиле 1830-х годов подчёркивали мечтательный характер музыки». В этом Мясин оказался замечательным последователем Дягилева, провозглашавшего единство музыки, танца и сценографии в балетном театре.

## Части
Структура балета согласована с партитурой симфонии и состоит из пяти частей: 
1. Мечтания ― Страсти (Rêveries ― Passions)
2. Бал (Un bal)
3. Сцена в полях (Scène aux champs)
4. Шествие на казнь (Marche au supplice)
5. Сон в ночь шабаша (Songe d’une nuit de sabbat)

## Премьера
- 1936, 24 июля — «Фантастическая симфония», балет Л. Ф. Мясина на музыку Г. Берлиоза, художник К. Берар, дирижёр Робер Бло[фр.][8]. Русский балет Монте-Карло полковника де Базиля в театре Ковент-Гарден в Лондоне[3][4][8].

Действующие лица и исполнители:
- Молодой музыкант — Леонид Мясин
- Его возлюбленная — Тамара Туманова
- Старый пастух — М. Платов
- Молодой пастух — Юрий Зорич[англ.]
- Молодая девушка — Нина Вершинина[7]
- Олень — А. Козлов
- Тюремщик — Юрий Шабельский

Мясин в роли Музыканта выразил изменчивость чувств главного персонажа в каждой картине. Судя по фотографиям постановки, Возлюбленная также предстаёт в разных ипостасях: как Возлюбленная-призрак является Музыканту в тюрьме (картина 4), как Возлюбленная-ведьма — на шабаше (картина 5). Премьера балета прошла успешно. Третья хореографическая симфония Мясина стала одной из ключевых работ балетмейстера и продолжает исполняться в наши дни.
29 октября 1936 года балет был показан в Метрополитен Опера, Нью-Йорк, затем долгое время входил в репертуар западных театров, в 1940-х годах — Датского королевского балета.

## Возобновление
- 1957, 17 апреля — восстановление Леонида Мясина в Парижской опере[1][8]

## Постановки других балетмейстеров
- 1954 — Ландестеатр, Ганновер, балетмейстер Ивонн Георги[1]
- 1967 — Баварская государственная опера, Мюнхен, балетмейстер Xайнц Розен[1][11]
- 1967 — Комише опер, Берлин, балетмейстер Том Шиллинг[1][12]
- 1974 — Парижская опера, постановка Ролана Пети́[1][13]